# Lymantria disparina
Lymantria disparina är en fjärilsart som beskrevs av Erich Martin Hering 1926. Lymantria disparina ingår i släktet Lymantria och familjen tofsspinnare. Inga underarter finns listade i Catalogue of Life.